# والتر ألين واتسون
والتر ألين واتسون (بالإنجليزية: Walter Allen Watson) هو محامي وقاضي وسياسي أمريكي، ولد في 25 نوفمبر 1867 في الولايات المتحدة، وتوفي في 24 ديسمبر 1919 في نفس البلد. حزبياً، نشط في الحزب الديمقراطي. وقد انتخب عضو مجلس نواب الولايات المتحدة عن ولاية فرجينيا وانتخب عضو مجلس النواب الأمريكي.